# Cryphioides
Cryphioides là một chi bướm đêm thuộc họ Noctuidae.